# Rajella challengeri
Rajella challengeri är en rockeart som beskrevs av Last och Stehmann 2008. Rajella challengeri ingår i släktet Rajella och familjen egentliga rockor. Inga underarter finns listade i Catalogue of Life.